# Mackem
Ein Mackem (auch Makem, Mak'em) ist ein Einheimischer von Sunderland im Nordosten Englands. Auch der lokale Sunderland-Dialekt wird so genannt.
Der Begriff wurde von Seeleuten im 19. Jahrhundert in Newcastle eingeführt, fand aber erst Ende der 1980er, Anfang der 1990er allgemeine Verbreitung. Er stammt vom Ausdruck „we mak ’em, you tak ’em“, der sich auf die in Sunderland gebauten Schiffe bezieht; inzwischen gibt es in Sunderland allerdings keine Schiffbauindustrie mehr. Die Schreibweise „mak“ drückt aus, dass der hochenglische Diphthong in „make“ in nordenglischen Dialekten ein Monophthong ist.